# Saint-Denis-lès-Martel
Saint-Denis-lès-Martel – miejscowość i gmina we Francji, w regionie Oksytania, w departamencie Lot.
Według danych na rok 1990 gminę zamieszkiwały 324 osoby, a gęstość zaludnienia wynosiła 41 osób/km² (wśród 3020 gmin regionu Midi-Pireneje Saint-Denis-lès-Martel plasuje się na 743. miejscu pod względem liczby ludności, natomiast pod względem powierzchni na miejscu 1253.).